# Олимпија (Париз)
Олимпија (на енглеском говорном подручју као Олимпијска дворана)  је концертно место у 9. арондисману Париза, Француска, које се налази на Булевару Капуцина 28, на једнакој удаљености од цркве Мадлен и Опере Гарније, 300 метара северно од трга Вендом. Његове најближе метро/РЕР станице су Маделеин, Опера, Хавре – Каумартин и Абер.
Салу је 1893. отворио један од двојице ко-креатора Мулен Ружа, и видела је много оперских, балетских и музичких представа. Позоришне представе су опадале крајем 1920-их и Олимпија је претворена у биоскоп, пре него што је поново отворена као место 1954. године са Бруном Кокватриксом као извршним директором. Од 1960-их, популарно је место за рок бендове.
Олимпији је претило рушење почетком 1990-их, али је спасена налогом за очување. Неминовно укључен у групу објеката који су били део опсежног пројекта реновирања, цео здање је срушено и поново изграђено 1997. године. Сачувана је фасада и унутрашњост објекта. Вивенди је купио Олимпију 2001. године и и даље је популарно место. Место се лако препознаје по огромним црвеним светлећим словима који најављују његово име.

## Историја

### Порекло
Године 1880, предузетник Џозеф Олер је купио земљиште и претворио га у место за коњске трке.  Године 1882. створио је иновативне механизме за интеракцију излаза коња са дистрибуцијом карата.
Године 1888. новцем зарађеним од ових улагања  је увезао дрвени тобоган из Енглеске.  Исте године, Олер је сарађивао са Чарлсом Зидлером на изградњи тобогана у дворишту на Булевару Капуцина 28 у 9. арондисману Париза, у близини Опера Гарниер, у време урбане обнове Барона Османа.    Назван Монтагнес Русес, сматрао би се једним од првих ширих забавних паркова у историји.  Године 1889, Олер и Зидлер су основали Мулен Руж у Пигалу .  
Године 1892, префектура полиције се плашио пожара и наредио је ' се Монтагнес Русес затвори и забрани.    Тада је срушен.   Те године, под надзором архитекте Леона Карла, изграђена је и подигнута челична основа зграде на истом месту.  Унутрашње уређење су осмислили декоратери и сликари Шарл Тош, Марсел Јамбон и Етин Корнелијер.  Садржао је панеле у Саргемин фајансу, а мурали су наглашавали сликарску технику маруфлажу, илуструјући енглеске замкове и пејзаже, одражавајући доминантни популарни стил.  Жирандоле и лустере израдила је фирма Бакарат од кристалног стакла, док је електроинсталацијске радове извела фирма Еклериж Електрик.  Олерова примарна намера била је да предложи дефинишућу локацију луксуза и гламура у Паризу. 

### Отварање и ране године
Дана 12. априла 1893. године, простор за 2.000 људи под називом Олимпија је инаугурисан као прва париска музичка дворана, са акробатима, крос- дресерима и плесном представом Ла Гул.    Свечано отварање Олимпије привукао је најбогатије, аристократске и моћне људе Париза.  Улаз је био ограничен на неколико одабраних, принца-принцезу, барона-баронесу и грофа .  Такође је представљао војводу од Морнија и личности из спортског клуба, кабареа Ле Мирлитон и џокеј клуба у улици Ројал . 
У граду који је имао само кафиће-концерте, Олимпија је својом пространом салом привлачила све Парижане који су уживали у трбушњацима, жонглерима и бројним балетима и ревијама.  Мјузик сала је постављала оперете и пантомиме .  Лој Фулер, Ла Гулу, Леополд Фреголи,  Дранем, Уврар и Мистингет су редовно наплаћивани на месту одржавања.  Олимпија је била „првокласно позориште“, иако је задржала колоквијалну атмосферу кафана-концерта на својој великој површини подељеној на две теме, концерт и позориште.  Да би се разликовала од Фолис Бержера, Олимпија је себи наметнула другачији систем распореда представљајући своје нове балетске креације у трајању од недеља, а не месеци, смењујући се са најстаријим обновљеним.  Балет бланк је био први Олимпијин балет.  Место одржавања демонстрира доминацију стриптиз пантомиме, која је постала „најдуготрајнија и најпрофитабилнија емисија 1890-их“.  Заједно са Фоли Бержером, Олимпија је заказала наступе неких „звезда“ као што су Ла Бел Отеро, Емилијен д'Аленкон и Лијен де Пуги . 
Године 1895. Олер је, препун активности, отворио музеј воштаних фигура у подрумима Олимпије, који представљају визуелну историју света од Христових страдања до Француске револуције, па све до савремености тог времена. 
Међутим, 1896. Олер није нашао више изазова у својим вишеструким пројектима и досада је преузела власт.  Именовао је шефа-диригента Оскара де Лагоанера за директора музичке сале, што је постало пословни неуспех.   Исте године заказане су пројекције првих филмова браће Лимијер, који су тада били нове технологије. 

### Развој
Године 1898, браћа Емил и Винсент Изола, два мађионичара који су започели каријеру као извршни директори париских просторија, постали су комерцијални закупци Олимпије, као и најпопуларнијих позоришта у граду, као што су Фолис Берже 1901. и Гите-Лирик 1903.   Браћа Изола су у Олимпију донела атракције из целог света, угостивши више врста забаве, и повећала пропорцију и спектакуларност.  Било је екстравагантних циркуских журки са кловновима, конторционистима и укључивањем егзотичног певања и плеса.   Место одржавања је такође представљало акробатске перформансе и дивље животиње као што су фоке, мајмуни, слонови и зебре.  Штавише, француска ауторка Колет је опонашала потпуно гола. 
Балети, пантомиме и оперете постали су истакнутији са већим продукцијама, што је довело до тога да Олимпија постане директан ривал Опери Гарније, посебно са балетима као што су Плавобрадат Шарла Лекока и Нерон Хенрија Хиршмана 1898. и Пол Видал. Упркос успеху балета који су потврдили, преференције Емила и Винсента Изоле су се чврсто усталиле према оперетама, посебно према ревијама.  Од неколико балетских наступа, ограничен број поново постављених представа Луја Гана уследио је у Олимпији, као што је У Јапану 1903. године, први пут изведен у лондонској Алхамбри .  Фрине је поново изведена 1904. године, првобитно изведена у Фолис Бержеру и у Ројановом казину.  Ревије у Олимпији су кореографисале истакнуте личности, као што је Алфредо Курти, што су илустровали Олимпија ревија 1903. и У музичкој сали 1905. 
Године 1905, Пол Рвез је постављен за управника тог места.  Две балетске продукције настале су 1905. и 1906. године. Иако спектакуларан, имао је само мањи утицај пантомиме и балета и добио је различите критике. 
Године 1908. Виктор де Котенс и ХБ Маринели су преузели место директора музичке сале.   Године 1908. Трианон Баллет, а 1909. Авантуре Мила Кло-Кло, били су балети о флертовању.  Кореографију Куртија, Пакита и Отмица психе дебитовали су на лондонској сцени 1909. односно 1910. године, док је Папилон д'Ор први пут изведен у Театру Емпијт уз музику коју је компоновао Леополд Венцел.  Године 1911, Котенс и ХБ Маринели напустили су своје обавезе чиме је завршено четрнаест балета постављених од доласка Руеза.  Те године Нитокрис је био последњи пантомимски балет изведен на Олимпији. 
Године 1911, Жака Шарла су обучавала оба брата и пробио се кроз Олимпију, и постао нови извршни директор, а затим га трансформисао у храм ревије, улазећи у „најлуксузнији период овог места“.   Од 1911. до 1913. године, три ревије су укључивале кореографске сегменте Леа Статса, које су представљале плесне представе Наталије Троуханове и Стације Напиерковске .  До 1912. Олимпија је представила бројне извођаче америчких музичких хола, као и француске певаче као што су Лусијен Бојер, Мистингет, Дамијен, Фрехел и Ивон Принтемпс.  Леон Волтера је у почетку био запослен у продавници аутомобила, а затим се придружио Чарлсу да би почео као продавац програма. Волтера је преговарао да преузме одговорност за продају прве плесне сале Олимпије под називом Палата плеса, постајући све богатији. 
Олимпија је накратко затворила своја врата почетком Првог светског рата, док је Олер, још увек власник комерцијалне имовине, имао финансијске проблеме због кашњења у плаћању станарине и неплаћања.   Волтера се удружио са главним диригентом Олимпије Рафаелом Беретом како би управљао сценским наступима, дајући новац Олеру, који је „изричито договорен“ и Шарловој агенцији за станаре, а затим је поново отворио музичку дворану месец дана након Прве битке на Марни .  До тада је ревија постала омиљени избор позоришне продукције, а популарност балета је опала.  1914. Чарлс је напустио Олимпију  и отишао у рат; тада је рањен на првим линијама прве битке код Шампања. 
Године 1915. Волтера и Берета су купили Олимпију својим финансијским добицима, истичући шансоне са извођачима као што су Бојер, Дамија и Фрехел.   Следеће године обојица су купили париски казино и Фолис Бержер.  Како су се бомбе бачене са цепелина појачале преко ноћи, Париз је угасио своје активности, укључујући Олимпију.   Године 1917. Волтера је отпуштен, остављајући Олимпију са генерисаним личним профитом од 1 милиона франака .  
Године 1918, на крају рата, комичару Полу Франку је поверено пословање музичке сале и постављен је за извршног директора.   Године 1922. оснивач Олимпије Олер је умро као богат човек.  Франк је открио нове таленте, као што је Мари Дубас, и вратио на сцену уметнике из раног века које су људи желели поново да виде.   Године 1928. Франк је напустио музичку салу, што је означило крај „златног доба”. 

### Биоскоп
До 1929. музичка дворана се претворила у стагнирајући концепт,  док је звучни филм почео свој успон у Француској.  Затим су дошле последице глобалне економске и финансијске кризе Велике депресије, која је приморала Олимпију на банкрот.  
Рођен у Тунису, Жак Хаик је био увозник и дистрибутер филмова Чарлија Чаплина у Француској и изумитељ његовог надимка „ Шарло “ у земљи.   Док се криза у Француској стално продубљивала, Хаик је купио Олимпију и потпуно трансформисао место у биоскоп.  
11. априла 1930. место је поново отворено за јавност, под називом „Олимпија – Позориште Жак Хаик“, након чега је уследила пројекција немог филма Кларенса Брауна, Траг '98 .  Позориште је истраживало француску кинематографију 1930-их, славећи филмске ствараоце као што су Жан Реноар, Морис Тарнер и Хенри Вулшлегер .  Међутим, француска банка Курвоисијер банкротирала је због финансијске кризе.  Године 1931. Хаик је изгубио све своје компаније за некретнине, али се вратио филмској продукцији, саградио неколико позоришта почевши од 1934. и током година повратио здраву финансијску ситуацију.  Дана 6. децембра 1935. године, Метро-Голдвин-Маиер је одабрао Театар Олимпија Жака Хаика током Велике МГМ сезоне — на штету позоришта Мадлен — да емитује значајан број филмских серија које се завршавају након што је Француска објавила Роберта З. Леонарда Велики Зигфелд у септембру 1936. Затим се МГМ преселио у биоскоп Ле Парис на Јелисејским пољима . 
Након тога, одговорност за пословање Олимпије, у њеној конфигурацији биоскопа, прешла је у нову комерцијалну филмску компанију под називом Гумонт Франко-Филм Ауберт, касније Пате, и коначно ју је преузео предузетник Леон Сирицки. 
Дана 9. фебруара 1938. обновљена биоскопска сала Олимпија је инаугурисана на гала догађају са ексклузивном пројекцијом Ла Марсељезе Реноара. 

## Занимљивости
Југословенски певачи који су наступали у Олимпији су Оливер Драгојевић, Оливера Катарина, Здравко Чолић, Тереза Кесовија...